# Marcellin Desboutin
Marcellin Desboutin (Cérilly, 26 agosto 1823 – Nizza, 18 febbraio 1902) è stato un pittore e scrittore francese.
Nel 1845 entra nell'atelier dello scultore Louis-Jules Etex all'École des beaux-arts de Paris, successivamente frequenta per due anni il corso di pittura di Thomas Couture. Viaggia in Gran Bretagna, Belgio, Paesi Bassi e Italia. Nel 1857 acquista una grande propriétà presso Firenze, la Villa dell'Ombrellino, conducendo una vita fastosa assieme a Edgar Degas.
Nel 1873 all'età di cinquanta anni, rovinato da speculazioni finanziarie rientra a Parigi dove ritrova Degas e frequenta Édouard Manet al café Guerbois e al café de la Nouvelle Athènes. Assieme a Manet, incontra spesso anche Zola. Per guadagnarsi da vivere, studia l'incisione e comincia a esporre ai salons. Partecipa alla seconda esposizione impressionista con sei tavole. Esegue numerosi ritratti degli amici, Edgar Degas, Auguste Renoir, Berthe Morisot, Pierre Puvis de Chavannes, Eugène Labiche, Nina de Villard, Erik Satie, Joséphin Péladan, Edmond et Jules de Goncourt.
Nel 1880 la nostalgia del sole lo spinge a vivere a Nizza dove resta sino al 1888. Dopo la scoperta di cinque composizioni di Fragonard Marcellin Desboutin realizza cinque meravigliose incisioni: la Sorpresa, l'Incontro, la Confidenza, l’Amante coronata e l’Abbandata.
Tornato a Parigi partecipa alla fondazione della seconda Société nationale des beaux-arts e festeggia la sua nomina all'ordine della Légion d'honneur, l'8 giugno 1895 con 200 invitati presieduto da Puvis de Chavannes, in un ristorante di Montmartre dice: «Signori, beviamo a Manet per la pittura, a Chabrier per la musica, a Villiers e a Duranty per la letteratura!». Ritorna a Nizza nel 1896 lavorando sino alla morte avvenuta nel 1902.
Come scrittore oltre a Maurice de Saxe è l'autore di una traduzione del Don Giovanni di Byron e di un dramma realizzato alla fine degli anni 1880, Madame Roland. Posò per Manet, Renoir e Degas, oltre ad apparire nel celebre quadro L'assenzio di Degas del 1876.

## Galleria d'immagini

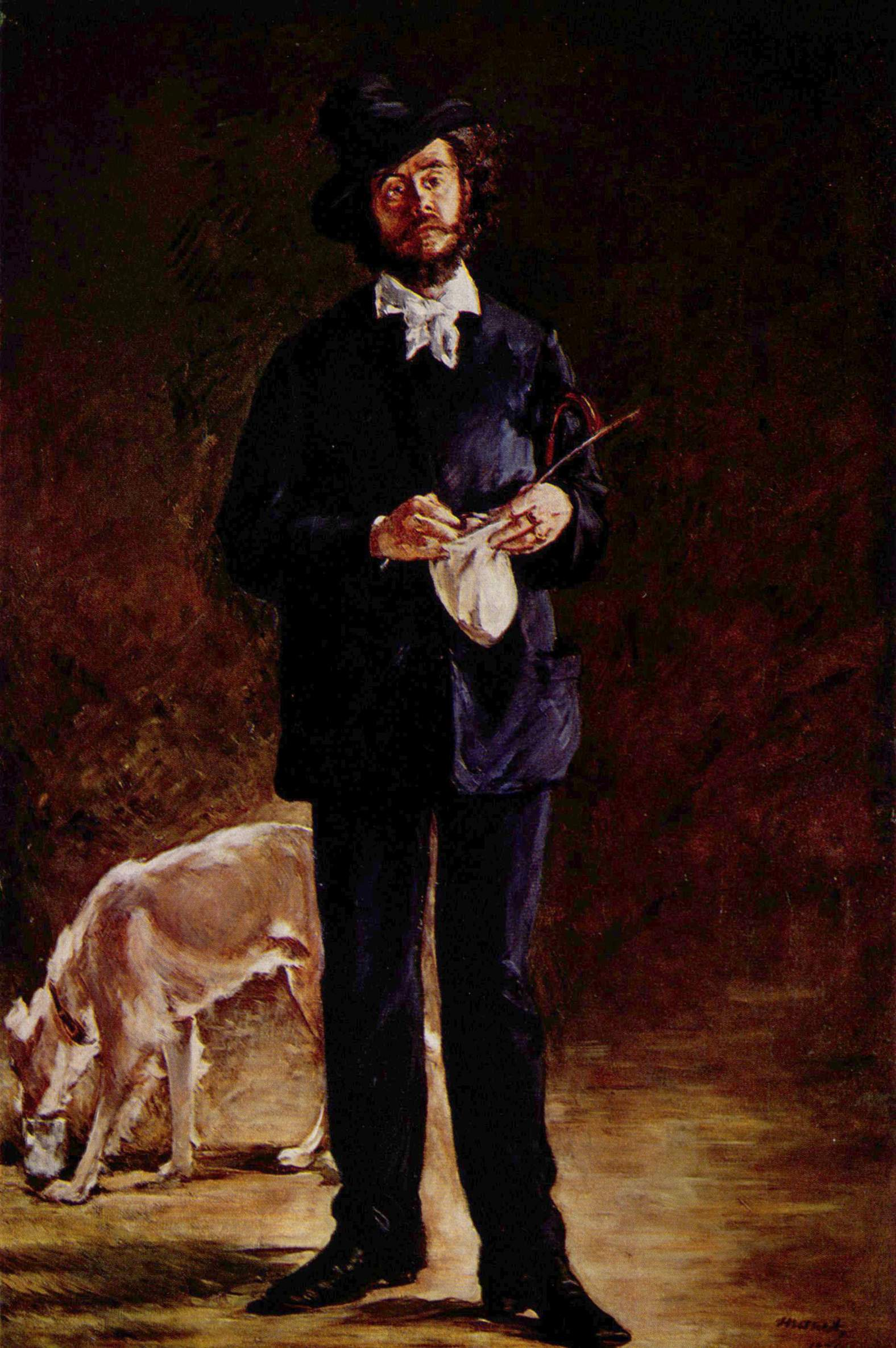
L'Artiste: Marcellin Desboutin, ritratto di Édouard Manet del 1875
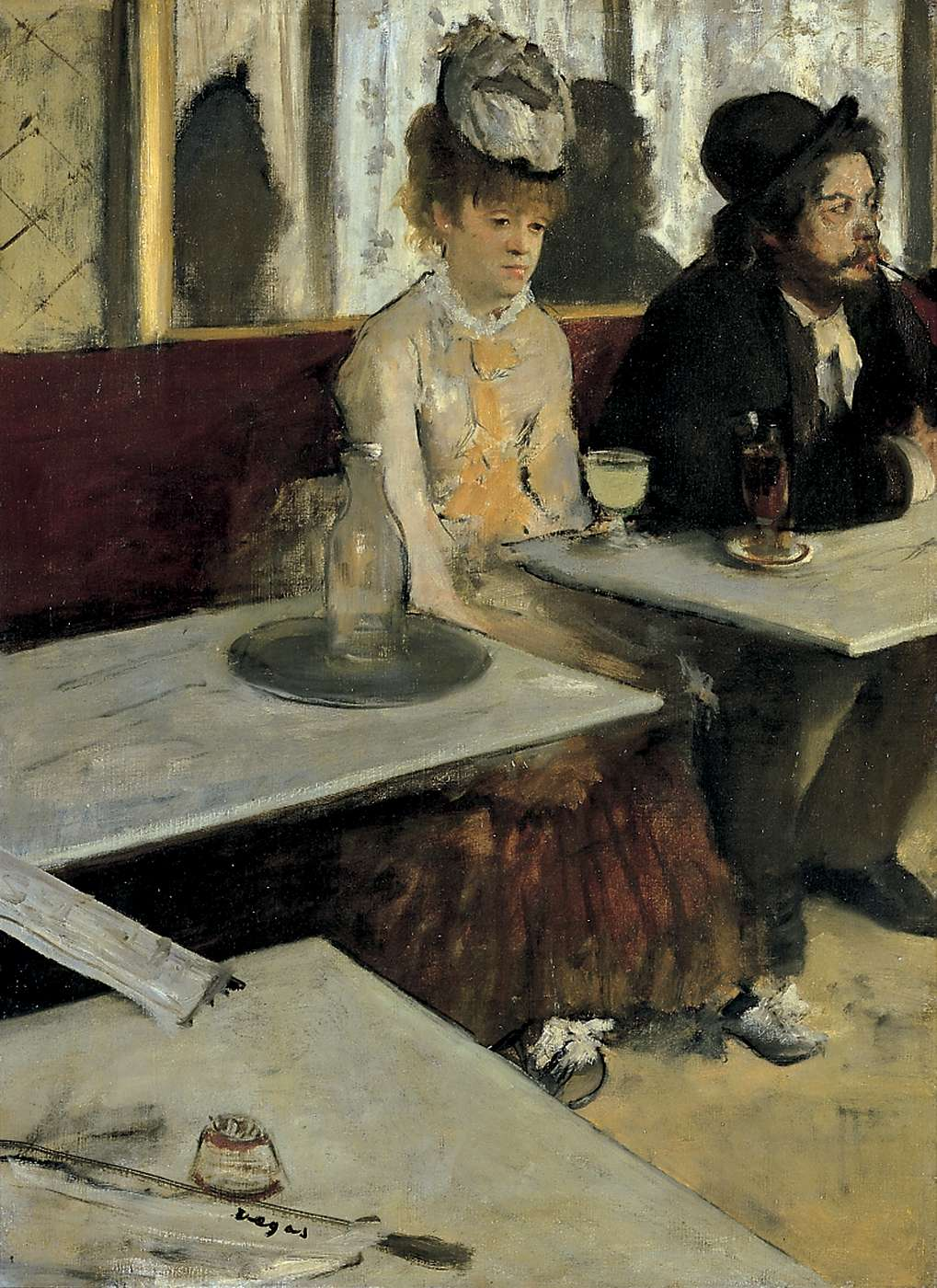
L'Absinthe di Edgar Degas (1876) ritrae Desboutin accanto a Ellen Andrée